# Paolo Bernardi (politico)
Paolo Bernardi (Venezia, 19 giugno 1856 – Roma, 3 luglio 1922) è stato un funzionario e politico italiano.
Nella pubblica amministrazione dal 1882, dopo una breve permanenza nella Prefettura e nell'Intendenza di finanza di Venezia inizia la carriera amministrativa al Ministero dei lavori pubblici, dove è arrivato all'incarico di capo della Direzione generale della ragioneria. Dal 1907 al 1919 è ragioniere generale dello Stato. Conclude la carriera come presidente della Corte dei conti.